# 維利涅 (梅納區)
51°35′10″N 32°18′1″E / 51.58611°N 32.30028°E
維利涅（烏克蘭語：Вільне），是烏克蘭北部的村莊，隸屬切爾尼希夫州的科留基夫卡區。該村始建於1700年，面積0.22平方公里，海拔高度132米，2001年人口6，人口密度每平方公里27.27人。